# Antonín Janoušek
Antonín Janousek (ur. 22 sierpnia 1877 w Nymburku, zm. 30 marca 1941) – czeski dziennikarz i polityk komunistyczny.
W 1895 wstąpił do Czeskiej Partii Socjaldemokratycznej. Od 1906 roku był dziennikarzem i działaczem robotniczego związku zawodowego. Od 1918 roku mieszkał w Budapeszcie, gdzie pracował jako korespondent gazety Svoboda. Pod koniec 1918 brał udział w komunistycznym przewrocie na Węgrzech. W 1919 roku poprowadził czechosłowacki oddział Komitetu Centralnego Węgierskiej Partii Komunistycznej. Po interwencji rewolucyjnych wojsk węgierskich na Słowacji, został członkiem Komitetu Rewolucyjnego, stając de facto na czele rządu rewolucyjnego. W dniu 7 lipca 1919, czechosłowackie jednostki pokonały oddziały węgierskiego wojska na terenach Słowacji, Słowacka Republika Rad przestała istnieć. Po upadku Węgierskiej Republiki Rad w sierpniu 1919, został uwięziony na Węgrzech. W 1920 roku wrócił do Czech.
W 1920 bezskutecznie próbował wystartować w wyborach prezydenckich przeciwko Tomášowi Masarykowi. W 1921 próbował nielegalnie przekroczyć granicę z ZSRR, został aresztowany i oskarżony o zdradę. Po interwencji Związku Radzieckiego został uwolniony, a w 1922 przeniósł się tam na stałe. Działał w Międzynarodowej Pomocy Pracownikom. Żył w rosyjskiej Republice Czuwaszja, w mieście Czeboksary, gdzie założył sierociniec. Zmarł w 1941 z przyczyn naturalnych, na jego cześć jedną z ulic Czeboksar nazwano jego nazwiskiem. Miał trójkę dzieci.